# SN 2003ep
SN 2003ep – supernowa typu Ia odkryta 17 maja 2003 roku w galaktyce NGC 7053. W momencie odkrycia miała maksymalną jasność 15,70m.